# Veronika Kudermetova
Veronika Ėduardovna Kudermetova (in russo Вероника Эдуардовна Кудерметова?; Kazan', 24 aprile 1997) è una tennista russa.
In singolare, si è aggiudica due titoli WTA 500, ovvero il Volvo Car Open 2021 e il Toray Pan Pacific Open 2023. In doppio ha vinto il torneo di Wimbledon nel 2025, in coppia con Elise Mertens; nella specialità ha inoltre colto tre titoli WTA 1000 e ha vinto le WTA Finals 2022. 
Il 24 ottobre 2022 ha raggiunto il suo best ranking in singolare, al numero 9. In doppio, invece raggiunge quasi la vetta della classifica con il 2º posto il 6 giugno del 2022.
È la sorella maggore di Polina Kudermetova, anch'essa tennista professionista, mentre suo padre è il campione nazionale russo di hockey sul ghiaccio Eduard Kudermetov.

## Carriera

### Juniores e primi anni di professionismo
A livello juniores ha vinto un titolo in singolare e cinque in doppio.
Tra il 2014 e il 2018 disputa principalmente tornei dell'ITF Women's World Tennis Tour. In questi anni si aggiudica quattro tornei di singolare e sedici di doppio, conditi rispettivamente da altre quattro e undici finali. Sempre nel 2014, non ancora diciassettenne, ha debuttato in Fed Cup, opposta a Samantha Stosur, dalla quale ha perso in due set.
Disputa il suo primo torneo del WTA Tour a Taipei nel novembre 2016 e nell'edizione successiva dello stesso torneo asiatico raggiunge i suoi primi quarti di finale. Nell'aprile 2018 riesce a qualificarsi per il Porsche Tennis Grand Prix eliminando la numero 59 del ranking Hsieh Su-wei e la numero 74 Varvara Lepchenko, nel primo turno del tabellone principale sconfigge in due set la numero 25 Carla Suárez Navarro prima di essere sconfitta da Karolína Plíšková. Grazie alla classifica acquisita riesce a partecipare con più frequenza ai tornei del circuito maggiore e chiude il 2018 a ridosso della centesima posizione della classifica dopo aver cominciato la stagione alla 228ª.

### 2019
L’11 gennaio 2019 accede per la prima volta al tabellone principale di singolare di un torneo dello Slam, sconfiggendo nell'ultimo turno delle qualificazioni degli Australian Open Tereza Martincová, ma viene subito eliminata dalla statunitense Sophie Kenin con il punteggio di 6-3 3-6 7-5.
Il 27 maggio successivo, al primo turno del Roland Garros, ottiene contemporaneamente la sua prima vittoria in uno slam e contro una Top 20 battendo sul Philippe Chatrier l'ex numero uno del ranking Caroline Wozniacki, per 0-6, 6-3, 6-3.

### 2020: top 40 in singolo; prima semifinale Slam in doppio e top 30
Apre la nuova stagione con la sconfitta al terzo di qualificazione a Brisbane per mano di Marie Bouzková, mentre precedentemente si era imposta su Barbara Haas e Natal'ja Vichljanceva. Si presenta agli Australian Open, venendo rimontata da Sara Sorribes Tormo con il punteggio di 6-2 1-6 1-6. In coppia con Alison Riske, invece, raggiunge il terzo turno, fermate dalle Top 10 Elise Mertens ed Aryna Sabalenka. In seguito, si aggiudica il match d'esordio a San Pietroburgo contro Julija Putinceva (7-6 1-6 7-5), per poi cedere alla seconda testa di serie Kiki Bertens, la quale le lascia tre games. Superati i tre turni di qualificazione ai danni di Sarah Beth Grey, Tereza Martincová e Bethanie Mattek-Sands, accede al tabellone principale di Dubai. Qui rimonta a fatica Dajana Jastrems'ka, ma cede a Garbiñe Muguruza. A Doha supera Kristina Mladenovic per 7-6 0-6 6-3, mentre viene fermata in tre sets da Belinda Bencic. 
Dopo la sospensione del circuito a causa della Pandemia di COVID-19 del 2019-2021, torna in campo a luglio allo Sparta Prague Open, subendo una pesante sconfitta da parte di Eugenie Bouchard, la quale le infligge anche un bagel. Vola a New York per il Western & Southern Open, che vista la contingenza viene disputato in un bolla negli stessi stadi dello US Open. Dopo aver rimontato con difficoltà Ajla Tomljanović per 7-5 al terzo parziale, si impone a sorpresa sulla numero due del mondo e prima testa di serie, Karolína Plíšková, con il punteggio di 7-5 6-4. Verrà poi estromessa per mano di Elise Mertens. In coppia con la connazionale Anna Blinkova, esce di scena nei quarti di finale contro la coppia Nicole Melichar/Xu Yifan. Il 2 agosto, accreditata della ventinovesima testa di serie, affronta nel primo turno dello Slam newyorkese Iga Świątek perdendo in due set; tuttavia, insieme a Blinkova, raggiunge la prima semifinale di uno Slam in carriera, dove cedono a Vera Zvonarëva e Laura Siegemund.
Tornata in Europa, esce di scena all'esordio a Roma contro Barbora Strýcová, mentre insieme a Kateřina Siniaková raggiunge i quarti di finale. Si presenta all'Open di Francia e imponendosi sulla giocatrice di casa Pauline Parmentier, raccoglie la prima vittoria Slam del 2020. Nonostante ciò, verrà poi sconfitta dalla tredicesima testa di serie Petra Martić. In seguito, prende parte alle qualificazioni nel nuovo torneo di categoria Premier a Ostrava, lo J&T Banka Ostrava Open. Dopo due comode vittorie su Stefanie Vögele ed Arantxa Rus, si sbarazza nel tabellone principale di Donna Vekić e vince nuovamente contro Karolína Plíšková. Ciò nonostante, viene rimontata a sua volta da una ritrovata Jennifer Brady. Per concludere la stagione, prende parte al torneo di Linz; raggiunge i quarti grazie alle vittorie su Barbara Haas con un doppio bagel e su Arantxa Rus per 6-4 1-6 6-3, per poi cedere ad Elise Mertens.

### 2021

#### Singolare: primo titolo WTA '500', best ranking e terza finale WTA
Apre la nuova stagione con partecipando al WTA 500 di Abu Dhabi, dove elimina in successione Anett Kontaveit, decima testa di serie, la qualificata italiana Bianca Turati, Paula Badosa in tre set, la seconda testa di serie Elina Svitolina, centrando la quarta vittoria in carriera su una top 10, e in semifinale la giovane ucraina Marta Kostyuk, con lo score di 7-6(8) 6-4 annullando anche un set point nel tie-break del primo set; accede così alla sua prima finale WTA della carriera, dove trova la bielorussa Aryna Sabalenka, testa di serie n°4, ma qui con un doppio 2-6.
Agli Australian Open, per la seconda volta in carriera, è accreditata di una testa di serie, la 32. Al primo turno batte Marta Kostyuk in due set; al secondo, elimina la connazionale Gracheva in rimonta (5-7 6-2 6-2). La sua avventura si interrompe al terzo round, nettamente sconfitta da Simona Halep. Chiude la trasferta australiana all'Adelaide International, dove cede all'esordio a Shelby Rogers in due set. Dopo un primo turno a Doha e un secondo turno a Dubai, la russa raggiunge i quarti di finale a San Pietroburgo, dove si arrende alla connazionale Kasatkina. A Miami, dopo il bye all'esordio, si impone su Danielle Collins prima di essere superata da Aryna Sabalenka.
La settimana successiva, Veronika prende parte al Volvo Car Open di Charleston, dove dà inizio alla stagione su terra: da 15° testa di serie, la russa esordisce con un comodo successo su Desirae Krawczyk (6-1 6-2); al secondo turno, rifila un doppio 6-4 alla wild-card locale Navarro mentre agli ottavi batte nettamente Kurumi Nara (6-0 6-3). Ai quarti di finale, elimina la campionessa del 2016 Sloane Stephens per 6-3 6-4 e, in semifinale, estromette con un duplice 6-3 la spagnola Badosa. Kudermetova raggiunge così la sua seconda finale WTA del 2021: a differenza di quanto successo a gennaio, questa volta la russa vince la finale contro Danka Kovinic (6-4 6-2) e si porta a casa il primo titolo in carriera nel circuito maggiore. Grazie a questo trionfo, Kudermetova entra in top-30, issandosi al n°29 del ranking mondiale, suo nuovo best-ranking.
Poco dopo, Veronika si presenta a Istanbul, dove è accreditata della testa di serie n°3: al primo turno, sopravvive a una battaglia contro Bernarda Pera, vinta solo al tie-break del terzo set, ed al secondo batte Kaia Kanepi accedendo ai quarti, dove si impone su Ana Bogdan. In semifinale, viene sconfitta da Elise Mertens che interrompe così la serie di nove vittorie consecutive della russa nel circuito WTA. A Madrid, elimina Elena Vesnina e Kiki Bertens in due set, approdando agli ottavi, dove si arrende a Petra Kvitová per 6-4 al terzo set. Anche a Roma arriva agli ottavi di finale, dove viene estromessa dalla n°1 del mondo Ashleigh Barty. Al Roland Garros, batte la semifinalista del 2018 Amanda Anisimova per 7-6(5) 6-1 prima di cedere a Kateřina Siniaková in tre set lottati.
Kudermetova dà avvio a Berlino la sua stagione su erba: si impone sulla testa di serie n°8 Karolina Muchová (7-6(5) 5-7 6-2) per poi perdere dalla futura campionessa Ljudmila Samsonova. Non figura bene a Eastbourne e a Wimbeldon, dove esce in entrambi i casi all'esordio. Alle Olimpiadi di Tokyo, Veronika viene eliminata da Muguruza all'esordio (5-7 5-7).A Montréal, batte Putinceva (1-6 6-2 6-4) prima di perdere da Sakkari (4-6 7-5 4-6). Anche a Cincinnati raggiunge il secondo turno, dove viene estromessa da Kvitová (2-6 4-6). Agli US Open, da testa di serie n°29, viene eliminata all'esordio da Sorana Cirstea, per 6(5)-7 6-3 0-6. Ad Ostrava si arrende al primo turno contro Rybakina (1-6 3-6). A Chicago supera due turni, sconfiggendo Kalinskaja (7-6(8) 4-6 6-2) e Dart (6-3 6-4); agli ottavi, cede nuovamente a Rybakina, ancora in due set. A Indian Wells, rimedia una brutta sconfitta al secondo turno contro Iga Świątek, che le lascia un game (1-6 0-6); a Mosca e Linz esce di scena al secondo turno. Termina l'anno al n°31 del mondo, chiudendo in top-50 per il terzo anno consecutivo. 

#### Doppio: finale a Wimbledon e a Indian Wells e quarto posto ai Giochi olimpici
In doppio, Kudermetova coglie un quarto di finale ad Abu Dhabi, con Potapova, e due semifinali al Gippsland Trophy di Melbourne, con Blinkova, e a Dubai, insieme a Babos. Ad aprile, con Elise Mertens, la russa trionfa a Istanbul, battendo in finale Hibino/Ninomiya per 6-1 6-1; per Veronika è il sesto titolo WTA, il primo in un WTA '250' e il primo sulla terra.
Dopo i quarti a Roma, si sposta sull'erba, dove trova la quarta semifinale stagionale a Berlino con Vondroušová; nella circostanza, le due cedono a Schuurs/Melichar per 5-7 3-6. A Wimbledon decide di fare coppia con la connazionale Vesnina: dopo due comode vittorie su Rybakina/Pavljučenkova e su Mattek-Sands/Mirza, battono in tre set McNally/Gauff. Nei quarti superano le campionesse del Roland Garros Krejčíková/Siniaková dopo una battaglia di due ore e quarantatre minuti, terminata con lo score di 6(6)-7 6-4 9-7 e in semifinale si impongono su Dolehide/Sanders nuovamente in tre parziali raggiungendo la prima finale slam della carriera assieme (la prima in assoluto per Kudermetova). Nell'ultimo atto, trovano Hsieh/Mertens: le russe vincono il primo parziale per 6-3 e si portano avanti di un break nel secondo; Kudermetova/Vesnina hanno un match point sul 6-3 5-3 in risposta. Hsieh lo annulla dopo uno scambio prolungato e, successivamente, la coppia belgo-taipeiana si porta a casa il set per 7-5. Nella partita decisiva, le russe cedono per 7-9, perdendo il match con lo score di 6-3 5-7 7-9.
Ai Giochi olimpici di Tokyo, Kudermetova partecipa in doppio sempre con Vesnina: le russe eliminano Friedsam/Siegemund, Bertens/Schuurs e Kičenok/Kičenok; in semifinale vengono battute da Krejčíková/Siniaková, che si prendono la rivincita rispetto al match di Wimbledon; le russe disputano così la finalina per il bronzo, dove affrontano le brasiliane Stefani/Pigossi ed a sorpresa vengono sconfitte dalle sudamericane, con lo score di 6-4 4-6 [9-11]. Kudermetova chiude al 4º posto, non conquistando medaglie. Con Rybakina, Veronika coglie la semifinale alla Rogers Cup cedendo a Dabrowski/Stefan e a fine anno colgono la prima finale assieme nel prestigioso WTA '1000' di Indian Wells, dove escono sconfitte nel confronto con la coppia Hsieh/Mertens in due parziali. 
Grazie all'ottima stagione, chiude il 2021 al n°14 del mondo, avvicinando la top-10 con il suo best ranking (n°11).

### 2022

#### Singolare: finali a Melbourne, Dubai e Istanbul, primo quarto di finale slam e top-10
Veronika gioca il primo torneo stagionale al Melbourne Summer Set 1, dove è terza testa di serie; nei primi due turni elimina Kužmova e Madison Brengle mentre ai quarti si impone su Potapova, raggiungendo la prima semifinale nel circuito maggiore dal torneo di Istanbul dell'aprile 2021. Nel penultimo atto approfitta del walkover di Naomi Ōsaka, conquistando la quarta finale WTA della carriera, dove cede a Simona Halep per 2-6 3-6. Successivamente, prende parte all'Australian Open, dove è accreditata della testa di serie n°28 ed estromette Claire Liu e la romena Ruse, replicando il terzo turno del 2021, suo miglior risultato nello slam oceanico. Qui incontra la quinta giocatrice del seeding Maria Sakkarī, che la sconfigge con un netto 4-6 1-6.
Dopo un primo turno a San Pietroburgo, la russa partecipa al WTA 500 di Dubai: estromette le due ex-numero 1 del mondo Azaranka e Muguruza, cogliendo il secondo quarto della stagione, dove trova Jil Teichmann. In quasi due ore e mezza di gioco, Veronika supera la svizzera e nel penultimo atto, Kudermetova approfitta ancora una volta di un walkover, in questo caso di Markéta Vondroušová, conquistando così la seconda finale stagionale, dalla quale esce ancora sconfitta per mano di Jeļena Ostapenko in due set. 
A Indian Wells raggiunge i quarti di finale da 21ª testa di serie, battendo, dopo il bye, Naomi Ōsaka (6-0 6-4), Marie Bouzková (6-4 0-2 e ritiro) e la n°30 del seeding Markéta Vondroušová (7-6(5) 6(5)-7 7-5). Tra le ultime otto, cede alla campionessa in carica Paula Badosa, con il punteggio di 3-6 2-6. A Miami, sempre da 21° testa di serie, elimina Gálfi e Rogers successivamente al bye; agli ottavi, viene estromessa da Petra Kvitová, non sfruttando un vantaggio di 4-0 nel secondo parziale. Il 4 aprile, Kudermetova raggiunge il suo best-ranking al n°22 del mondo 
Sulla terra, Veronika gioca il suo primo torneo a Istanbul: dopo un comodo successo su Mel'nikova (6-2 6-0), approfitta del walkover di Bogdan per poi imporsi su Bondár in due tie-breaks; in semifinale, supera la n°2 del seeding Sorana Cîrstea con un duplice 6-3, guadagnandosi la sua terza finale WTA dell'anno, la prima in assoluto sul rosso. Come successo nelle altre due circostanze nel corso della stagione, anche in questo caso Kudermetova non riesce a portare a casa il titolo, perdendo da Potapova per 3-6 1-6. A Madrid e Roma esce di scena al primo turno. Al Roland Garros, Veronika è la 29° testa di serie: dopo aver battuto Zhu Lin (6-4 3-6 6-3), rifila un duplice 6-3 ad Aleksandra Krunić. Torna così al terzo turno a Parigi dopo 3 anni: nella circostanza, approfitta del ritiro della top-5 Paula Badosa nel corso del secondo set. Nei suoi primi ottavi slam, rimonta Madison Keys (semifinalista qui nel 2018) con lo score di 1-6 6-3 6-1. Kudermetova trova così il suo primo quarto di finale in un major; nella circostanza, si arrende alla connazionale Dar'ja Kasatkina per 4-6 6(5)-7. Sull'erba, ottiene una semifinale a 'S-Hertogenbosch (battuta da Aleksandrova) e i quarti a Berlino (sconfitta da Bencic). 
Sul cemento americano, partecipa al WTA 500 di San José, dove si impone su Giorgi (7-6(2) 4-6 7-5), Liu (6-2 7-5) e la n°5 del pianeta Jabeur (7-6(5) 6-2), approdando alla quinta semifinale del 2022; nel penultimo atto, Veronika cede all'americana Shelby Rogers, con il punteggio di 3-6 4-6. Dopo un primo turno a Toronto, si ferma al terzo round a Cincinnati (eliminata dalla qualificata Tomljanović); agli US Open, Kudermetova ottiene il suo miglior risultato grazie alle vittorie su Vekić (7-5 6-3), Zanevs'ka (6-2 6-3) e Galfi (6-2 6-0); agli ottavi, Jabeur si prende la rivincita sulla russa, battendola per 7-6(1) 6-4. A Tokyo, dove è 4° testa di serie, sconfigge (dopo il bye) Contreras Gómez e Haddad Maia, raggiungendo la semifinale, dove cede a Qinwen Zheng in tre set. Arriva poi una semifinale a Montasir, la settima del 2022, dove si arrende a Cornet (4-6 3-6). Nell'ultimo WTA 1000 della stagione a Guadalajara, ha bisogno di un grande risultato per qualificarsi alle WTA Finals, Batte (dopo il bye di primo turno) Donna Vekić e Jeļena Ostapenko, raggiungendo i quarti di finale. Qui incontra Maria Sakkari, sua principale rivale nella Race e le due si affrontano in un match che ha come posta in palio non solo la semifinale, ma soprattutto la qualificazione alle Finals di Fort Worth. Dopo 3 set intensi ed equilibrati, la greca ha la meglio per 6-1, 5-7, 6-4.
Grazie all'ottima annata, a fine ottobre Kudermetova entra per la prima volta in top-10, in 9ª posizione.

#### Doppio: vittorie a Dubai, Roma e alle WTA Finals, semifinale all'Australian Open e n°2 del mondo
In doppio, coglie con Mertens due ottimi risultati all'Australian Open e a Dubai: nel primo slam annuale, le due raggiungono la semifinale, dove cedono solo a Krejčíková/Siniaková, che poi trionferanno. Negli Emirati, Mertens/Kudermetova trovano il loro primo titolo stagionale, il secondo assieme, sconfiggendo in finale Ostapenko/Kičenok per 6-1 6-3. Grazie al buonissimo inizio di stagione, Veronika entra nella top-10 mondiale per la prima volta in carriera, piazzandosi al 9º posto del ranking. A Doha, Veronika ed Elise trovano la seconda finale dell'anno, perdendo appena 12 games in tre match. Tuttavia, nell'ultimo atto, le due si arrendono alle americane Gauff/Pegula, per [5-10] al super-tiebreak. A Miami, la coppia russo-belga giunge alla terza finale del 2022: come successo in Qatar, anche in Florida le due non vincono il titolo, cedendo il passo a Zvonarëva/Siegemund in due set tirati. Sulla terra di Roma, Veronika decide di giocare assieme alla connazionale Anastasija Pavljučenkova: le due riescono a conquistare il titolo, superando nell'ultimo atto le campionesse in carica Olmos/Fichman per [10-7] al super-tiebreak. Per Kudermetova è il primo titolo di livello '1000' in carriera. Grazie all'ottimo periodo di forma, al russa raggiunge la 4ª posizione del ranking mondiale. Dopo un terzo turno al Roland Garros, Veronika e Mertens trovano la 4ª finale annuale in quel di 'S-Hertogenbosch, dove non conquistano il titolo, perdendo da Perez/Zidanšek in tre set. Raggiunge poi una semifinale a San José (con Zhang) e altre due semifinali a Cincinnati e Tokyo (con Elise Mertens); grazie all'ottima stagione, Kudermetova e Mertens si qualificano da quarte alle WTA Finals di Fort Worth. Nel gruppo Pam Shriver, le due passano da prime classificate grazie ai successi su Dabrowski/Olmos (7-6(5) 6-2), Kičenok/Ostapenko (3-6 6-1 [10-6]) e Danilina/Haddad Maia (6-4 6-3); in semifinale, si sbarazzano agevolmente di Schuurs/Krawczyk (6-1 6-1), approdando alla 5ª finale assieme, la 6° per la russa. Battendo le n°1 del seeding Krejčíková/Siniaková per 6-2 4-6 [11-9], Kudermetova e Mertens si aggiudicano le WTA Finals, portando a casa il secondo titolo del 2022 (il terzo per Veronika). Grazie alla sfavillante annata, Kudermetova termina al n°2 del mondo.

### 2023

#### Singolare - uscita dalla top-10 e 2º titolo WTA
Dopo i quarti ad Adelaide 1, la russa raggiunge la semifinale ad Adelaide 2, dove è costretta al ritiro contro Belinda Bencic. All'Australian Open, viene sconfitta a sorpresa da Katie Volynets al secondo round. Ad Abu Dhabi, esce di scena ai quarti contro la connazionale Samsonova; va meglio a Doha, dove raggiunge la semifinale grazie ai successi su Krejčíková, Kenin e la top-10 Gauff. Nel penultimo atto, cede alla n°1 del mondo Świątek, che le lascia solo un gioco. A Dubai, Indian Wells e Miami colleziona tre sconfitte premature. Nel frattempo, la russa esce dalla top-10.
Sulla terra, dopo due uscite all'esordio a Charleston e Stoccarda, raggiunge la semifinale nel '1000' di Madrid, vincendo tutte le partite per arrivarci in tre set; nel penultimo atto, è ancora Iga Świątek a sbarrarle la strada, sempre con un netto risultato (1-6 1-6). A Roma, dopo il bye, batte Párrizas Diaz, Potapova, Bouzková e Zheng, cogliendo la quarta semifinale dell'anno; nella circostanza, cede il passo alla sorpresa del torneo Anhelina Kalinina. Al Roland Garros, esce di scena all'esordio contro Anna Karolína Schmiedlová.
Sull'erba di 'S-Hertogenbosch, da 1° testa di serie, giunge fino in finale, eliminando Riske-Amritraj, Zhao, Naef e Hrunčáková, senza cedere set. Nella sua 6ª finale nel circuito maggiore, perde il derby contro Ekaterina Aleksandrova con lo score di 6-4 4-6 6(3)-7. A Berlino arriva ai quarti di finale: prima di scendere in campo nuovamente contro Aleksandrova, decide di ritirarsi. A Wimbledon, dopo il successo su Kaia Kanepi, viene estromessa con un duplice 3-6 da Vondroušová, che poi vincerà il titolo.
Sul cemento americano, non raccoglie risultati di rilievo, centrando al massimo un secondo round a Cleveland; allo US Open, esce subito di scena contro Bernarda Pera.
Dopo un secondo turno a Guadalajara, nel '500' di Tokyo raggiunge la 7° finale WTA della carriera, battendo Harriet Dart, Kayla Day, la n°2 del mondo Iga Świątek e la connazionale Anastasija Pavljučenkova. Nell'ultimo atto, la russa si impone sulla n°4 del mondo Jessica Pegula con lo score di 7-5 6-1, conquistando il secondo titolo nel circuito maggiore, il primo in oltre due anni.
Dopo due uscite premature tra Pechino e Zhengzhou, prende parte al WTA Elite Trophy: viene inserita nel gruppo Rosa assieme alla connazionale Ljudmila Samsonova e alla wild-card locale Zhu Lin. Nel primo match contro Zhu, la russa viene sconfitta per 6(5)-7 1-6. Nonostante il successo su Samsonova per 6-4 3-6 7-5, viene eliminata per la peggiore differenza set.
Termina l'anno al n°19 del mondo.

#### Doppio: titolo a Dubai e al WTA Elite Trophy; uscita dalla top-10.
Per il 2023, Kudermetova decide di fare coppia con la connazionale Ljudmila Samsonova: all'Australian Open, le due vengono subito eliminate da Hunter e Mertens, ex-compagna di doppio di Veronika. Il primo risultato di rilievo per le russe arriva al '1000' di Dubai, dove giungono in finale: le due trionfano, sconfiggendo le sorelle Chan per [10-1] nel super-tiebreak; per Kudermetova è il 6º titolo nel circuito maggiore.
Sulla terra, le prestazioni migliori arrivano con la semifinale a Stoccarda (dove gioca con Potapova) e i quarti al Roland Garros, dove è di nuovo con Samsonova: le due cedono il passo a Hsieh/Wang, che poi vinceranno il titolo.
Non avendo difeso i punti delle molte finali colte nel 2022, Kudermetova esce dalla top-10.
Dopo la semifinale a Zhengzhou, partecipa con Haddad Maia al WTA Elite Trophy di Zhuhai: le due passano il girone Giglio al primo posto, battendo in due set Kalašnikova/Sizikova e Jiang/Tang. Nella sua seconda finale stagionale, la russa riesce a vincere il secondo trofeo annuale, sconfiggendo Katō/Sujitadi per 6-3 6-3. 
Termina l'anno al n°29 del mondo. 

### 2024

#### Singolare: uscita dalla top-30
A Brisbane, dopo il bye, batte Anna Karolína Schmiedlová per poi cedere alla connazionale Potapova in tre set. Dopo un secondo round ad Adelaide, all'Australian Open esce all'esordio contro Golubic. Non regala particolari soddisfazioni la trasferta in Medio Oriente: la russa esce al primo turno a Doha e Abu Dhabi e al secondo round a Dubai.
A Indian Wells perde al terzo turno contro la rientrante Angelique Kerber. A Miami, dopo il bye, viene estromessa da Xinyu Wang (3-6 2-6). 
Sulla terra di Charleston, ottiene il primo quarto di finale stagionale: batte la wild-card Shelby Rogers e poi la top-15 Beatriz Haddad Maia (7-5 6-1); tra le ultime otto, cede il passo a Maria Sakkarī. A Stoccarda, Madrid e Roma viene eliminata al secondo turno. Al Roland Garros, soccombe a Bouzková già al primo turno. A causa di questi risultati, esce dalle prime trenta del mondo per la prima volta dal febbraio 2022.
Su erba, non difende la finale raggiunta al Libéma Open nel 2023, uscendo al secondo turno contro Dalma Gálfi per 7-5 al terzo set. A Berlino supera le qualificazioni e poi batte la connazionale Samsonova; al secondo round, viene sconfitta da Elena Rybakina (4-6 5-7). Anche a Bad Homburg non va oltre il secondo turno, eliminata da Wozniacki.
Viene esclusa per decisione del CIO dalle Olimpiadi parigine a causa della sponsorizzazione di un'azienda petrolifera inserita nella blacklist, mancando così di passare il test di neutralità a cui sono sottoposti tutti gli atleti di nazionalità russa.

#### Doppio: 8º titolo WTA
Dopo diverse uscite premature, il primo buon risultato di stagione per Kudermetova arriva a Stoccarda: in coppia con Hao-Ching Chan, vince il titolo nel '500' tedesco, battendo in finale Eikeri/Neel al super-tiebreak.

## Statistiche WTA

### Singolare

#### Vittorie (2)
| Legenda              |
| Grande Slam (0)      |
| Ori Olimpici (0)     |
| WTA Finals (0)       |
| WTA Elite Trophy (0) |
| Dal 2021             |
| WTA 1000 (0)         |
| WTA 500 (2)          |
| WTA 250 (0)          |

| N. | Data            | Torneo                      | Superficie  | Avversaria in finale | Punteggio |
| 1. | 11 aprile 2021  | Charleston Open, Charleston | Terra verde | Danka Kovinić        | 6–4, 6–2  |
| 2. | 1º ottobre 2023 | Pan Pacific Open, Tokyo     | Cemento     | Jessica Pegula       | 7–5, 6–1  |

#### Sconfitte (5)
| Legenda              |
| Grande Slam (0)      |
| Argenti Olimpici (0) |
| WTA Finals (0)       |
| WTA Elite Trophy (0) |
| Dal 2021             |
| WTA 1000 (0)         |
| WTA 500 (2)          |
| WTA 250 (3)          |

| N. | Data             | Torneo                            | Superficie  | Avversaria in finale   | Punteggio        |
| 1. | 13 gennaio 2021  | Abu Dhabi Open, Abu Dhabi         | Cemento     | Aryna Sabalenka        | 2–6, 2–6         |
| 2. | 9 gennaio 2022   | Melbourne Summer Set, Melbourne   | Cemento     | Simona Halep           | 2–6, 3–6         |
| 3. | 19 febbraio 2022 | Dubai Tennis Championships, Dubai | Cemento     | Jeļena Ostapenko       | 0–6, 4–6         |
| 4. | 24 aprile 2022   | Istanbul Cup, Istanbul            | Terra rossa | Anastasija Potapova    | 3–6, 1–6         |
| 5. | 18 giugno 2023   | Rosmalen Open, 's-Hertogenbosch   | Erba        | Ekaterina Aleksandrova | 6–4, 4–6, 6(3)–7 |

### Doppio

#### Vittorie (9)
| Legenda               |              |
| Grande Slam (1)       |              |
| Ori Olimpici (0)      |              |
| WTA Finals (1)        |              |
| WTA Elite Trophy (1)  |              |
| Dal 2009 al 2020      | Dal 2021     |
| Premier Mandatory (0) | WTA 1000 (2) |
| Premier 5 (1)         | WTA 1000 (2) |
| Premier (0)           | WTA 500 (2)  |
| International (0)     | WTA 250 (1)  |

| N. | Data              | Torneo                                | Superficie      | Compagna                 | Avversarie in finale                  | Punteggio           |
| 1. | 28 settembre 2019 | Wuhan Open, Wuhan                     | Cemento         | Duan Yingying            | Elise Mertens Aryna Sabalenka         | 7–6(2), 6–2         |
| 2. | 25 aprile 2021    | Istanbul Cup, Istanbul                | Terra rossa     | Elise Mertens            | Nao Hibino Makoto Ninomiya            | 6–1, 6–1            |
| 3. | 19 febbraio 2022  | Dubai Tennis Championships, Dubai     | Cemento         | Elise Mertens            | Ljudmyla Kičenok Jeļena Ostapenko     | 6–1, 6–3            |
| 4. | 15 maggio 2022    | Internazionali d'Italia, Roma         | Terra rossa     | Anastasija Pavljučenkova | Gabriela Dabrowski Giuliana Olmos     | 1–6, 6–4, [10–7]    |
| 5. | 7 novembre 2022   | WTA Finals, Fort Worth                | Cemento (i)     | Elise Mertens            | Barbora Krejčíková Kateřina Siniaková | 6–2, 4–6, [11–9]    |
| 6. | 25 febbraio 2023  | Dubai Tennis Championships, Dubai (2) | Cemento         | Ljudmila Samsonova       | Chan Hao-ching Latisha Chan           | 6–4, 6(4)–7, [10–1] |
| 7. | 29 ottobre 2023   | WTA Elite Trophy, Zhuhai              | Cemento (i)     | Beatriz Haddad Maia      | Miyu Katō Aldila Sutjiadi             | 6-3, 6-3            |
| 8. | 21 aprile 2024    | Stuttgart Open, Stoccarda             | Terra rossa (i) | Chan Hao-ching           | Ulrikke Eikeri Ingrid Neel            | 4-6, 6-3, [10-2]    |
| 9. | 13 luglio 2025    | Torneo di Wimbledon, Londra           | Erba            | Elise Mertens            | Hsieh Su-wei Jeļena Ostapenko         | 3-6, 6-2, 6-4       |

#### Sconfitte (12)
| Legenda               |              |
| Grande Slam (1)       |              |
| Argenti Olimpici (0)  |              |
| WTA Finals (0)        |              |
| WTA Elite Trophy (0)  |              |
| Dal 2009 al 2020      | Dal 2021     |
| Premier Mandatory (0) | WTA 1000 (6) |
| Premier 5 (0)         | WTA 1000 (6) |
| Premier (1)           | WTA 500 (2)  |
| International (1)     | WTA 250 (1)  |

| N.  | Data             | Torneo                             | Superficie  | Compagna          | Avversarie in finale                 | Punteggio             |
| 1.  | 7 aprile 2019    | Charleston Open, Charleston        | Terra verde | Irina Chromačëva  | Anna-Lena Grönefeld Alicja Rosolska  | 6(7)–7, 2–6           |
| 2.  | 14 aprile 2019   | Ladies Open Lugano, Lugano         | Terra rossa | Galina Voskoboeva | Sorana Cîrstea Andreea Mitu          | 6–1, 2–6, [8–10]      |
| 3.  | 10 luglio 2021   | Torneo di Wimbledon, Londra        | Erba        | Elena Vesnina     | Hsieh Su-wei Elise Mertens           | 6–3, 5–7, 7–9         |
|     | 31 luglio 2021   | 4º posto ai Giochi Olimpici, Tokyo | Cemento     | Elena Vesnina     | Laura Pigossi Luisa Stefani          | 6–4, 4–6, [9–11]      |
| 4.  | 16 ottobre 2021  | Indian Wells Open, Indian Wells    | Cemento     | Elena Rybakina    | Hsieh Su-wei Elise Mertens           | 6(1)–7, 3–6           |
| 5.  | 25 febbraio 2022 | Qatar Ladies Open, Doha            | Cemento     | Elise Mertens     | Coco Gauff Jessica Pegula            | 6–3, 5–7, [5–10]      |
| 6.  | 3 aprile 2022    | Miami Open, Miami                  | Cemento     | Elise Mertens     | Laura Siegemund Vera Zvonarëva       | 6(3)–7, 5–7           |
| 7.  | 11 giugno 2022   | Rosmalen Open, 's-Hertogenbosch    | Erba        | Elise Mertens     | Ellen Perez Tamara Zidanšek          | 3–6, 7–5, [10–12]     |
| 8.  | 23 giugno 2024   | German Open, Berlino               | Erba        | Chan Hao-ching    | Wang Xinyu Zheng Saisai              | 2-6, 5-7              |
| 9.  | 29 giugno 2024   | Bad Homburg Open, Bad Homburg      | Erba        | Chan Hao-ching    | Nicole Melichar-Martinez Ellen Perez | 6-4, 3-6, [8-10]      |
| 10. | 6 ottobre 2024   | China Open, Pechino                | Cemento     | Chan Hao-ching    | Sara Errani Jasmine Paolini          | 4-6, 4-6              |
| 11. | 4 maggio 2025    | Madrid Open, Madrid                | Terra rossa | Elise Mertens     | Sorana Cîrstea Anna Kalinskaja       | 7-6(10), 2-6, [10-12] |
| 12. | 18 maggio 2025   | Internazionali d'Italia, Roma      | Terra rossa | Elise Mertens     | Sara Errani Jasmine Paolini          | 4-6, 5-7              |

## Circuito WTA 125

### Singolare

#### Vittorie (1)
| N. | Data          | Torneo                       | Superficie | Avversaria in finale | Punteggio |
| 1. | 16 marzo 2019 | Abierto Zapopan, Guadalajara | Cemento    | Marie Bouzková       | 6-2, 6-0  |

### Doppio

#### Vittorie (4)
| N. | Data             | Torneo                         | Superficie    | Compagna          | Avversarie in finale             | Punteggio           |
| 1. | 20 novembre 2016 | Taipei Ladies Open, Taipei     | Sintetico (i) | Natela Dzalamidze | Chang Kai-chen Chuang Chia-jung  | 4-6, 6-3, [10-5]    |
| 2. | 19 novembre 2017 | Taipei Ladies Open, Taipei (2) | Sintetico (i) | Aryna Sabalenka   | Monique Adamczak Naomi Broady    | 2-6, 7-6(5), [10-6] |
| 3. | 4 novembre 2018  | Mumbai Open, Mumbai            | Cemento       | Natela Dzalamidze | Bibiane Schoofs Barbora Štefková | 6-4, 7-6(4)         |
| 4. | 11 novembre 2018 | Open de Limoges, Limoges       | Cemento (i)   | Galina Voskoboeva | Timea Bacsinszky Vera Zvonarëva  | 7-5, 6-4            |

## Statistiche ITF

### Singolare

#### Vittorie (4)
| Torneo $100.000 (0) |
| Torneo $80.000 (0)  |
| Torneo $75.000 (0)  |
| Torneo $60.000 (0)  |
| Torneo $50.000 (0)  |
| Torneo $25.000 (3)  |
| Torneo $15.000 (0)  |
| Torneo $10.000 (1)  |

| N. | Data             | Torneo                                                            | Superficie  | Avversaria in finale | Punteggio      |
| 1. | 8 marzo 2014     | Astana Womens, Astana                                             | Cemento (i) | Ol'ga Dorošina       | 7-6(2), 7-6(3) |
| 2. | 11 luglio 2016   | Internazionali di Imola, Imola                                    | Sintetico   | Michaëlla Krajicek   | 6-4, 6-2       |
| 3. | 5 settembre 2016 | Telavi Open, Telavi                                               | Terra rossa | Deniz Khazaniuk      | 7-5, 6-4       |
| 4. | 11 marzo 2018    | Keio Challenger Women's International Tennis Tournament, Yokohama | Cemento     | Harriet Dart         | 6-2, 6-4       |

#### Sconfitte (4)
| Torneo $100.000 (0) |
| Torneo $80.000 (0)  |
| Torneo $75.000 (0)  |
| Torneo $60.000 (0)  |
| Torneo $50.000 (0)  |
| Torneo $25.000 (3)  |
| Torneo $15.000 (0)  |
| Torneo $10.000 (1)  |

| N. | Data           | Torneo                  | Superficie  | Avversaria in finale | Punteggio           |
| 1. | 1º marzo 2014  | Astana Womens, Astana   | Cemento (i) | Ol'ga Dorošina       | 7-6(5), 4-6, 6(6)-7 |
| 2. | 7 giugno 2015  | Andijan Womens, Andijan | Cemento     | Barbora Štefková     | 5-7, 3-6            |
| 3. | 28 maggio 2016 | Andijan Womens, Andijan | Cemento     | Sabina Sharipova     | 5-7, 0-6            |
| 4. | 31 luglio 2016 | President's Cup, Astana | Cemento     | Alyona Sotnikova     | 2-6, 3-6            |

### Doppio

#### Vittorie (16)
| Torneo $100.000 (3) |
| Torneo $80.000 (0)  |
| Torneo $75.000 (0)  |
| Torneo $60.000 (1)  |
| Torneo $50.000 (2)  |
| Torneo $25.000 (8)  |
| Torneo $15.000 (0)  |
| Torneo $10.000 (2)  |

| N.  | Data              | Torneo                                | Superficie  | Compagna             | Avversarie in finale                    | Punteggio        |
| 1.  | 29 giugno 2013    | Shymkent Womens, Şımkent              | Terra rossa | Margarita Lazareva   | Yekaterina Gubanova Dar'ja Lodikova     | 6-4, 6-2         |
| 2.  | 12 agosto 2013    | Kazan Summer Cup, Kazan'              | Cemento     | Evgenija Rodina      | Aleksandra Artamonova Martina Borecká   | 5-7, 6-0, [10-8] |
| 3.  | 28 aprile 2014    | Andijan Womens, Andijan               | Cemento     | Albina Khabibulina   | Polina Monova Yana Sizikova             | 6-4, 7-6(5)      |
| 4.  | 8 settembre 2014  | Summer Cup, Mosca                     | Terra rossa | Xenia Knoll          | Aleksandra Artamonova Polina Monova     | 7-6(10), 7-5     |
| 5.  | 3 agosto 2015     | Summer Cup, Mosca                     | Terra rossa | Natela Dzalamidze    | Oleksandra Korašvili Valerija Strakhova | 6-3, 6-3         |
| 6.  | 9 novembre 2015   | Pavlov Cup, Minsk                     | Cemento (i) | Başak Eraydın        | Anastasija Frolova Ekaterina Jašina     | 6-3, 6-1         |
| 7.  | 11 gennaio 2016   | Daytona Beach Open, Daytona Beach     | Terra verde | Natela Dzalamidze    | Sharon Fichman Carol Zhao               | 6-4, 6-3         |
| 8.  | 4 aprile 2016     | Karshi Womens, Qarshi                 | Cemento     | Natela Dzalamidze    | Ksenija Lykina Polina Monova            | 4-6, 6-4, [10-7] |
| 9.  | 20 giugno 2016    | Summer Cup, Mosca                     | Terra rossa | Natela Dzalamidze    | Anna Morgina Ganna Poznikhirenko        | 6-1, 6-2         |
| 10. | 25 luglio 2016    | President's Cup, Astana               | Cemento     | Natela Dzalamidze    | Polina Monova Yana Sizikova             | 6-2, 6-3         |
| 11. | 5 settembre 2016  | Telavi Open, Telavi                   | Terra rossa | Natela Dzalamidze    | Tatia Mikadze Sofia Šapatava            | 6-4, 6-2         |
| 12. | 24 ottobre 2016   | Bank of Liuzhou Cup, Liuzhou          | Cemento     | Aleksandra Pospelova | Jacqueline Cako Sabina Sharipova        | 6-2, 6-4         |
| 13. | 13 aprile 2017    | Lale Cup, Istanbul                    | Cemento     | İpek Soylu           | Ksenija Lykina Polina Monova            | 4-6, 7-5, [11-9] |
| 14. | 10 giugno 2017    | Open GDF SUEZ de Marseille, Marsiglia | Terra rossa | Natela Dzalamidze    | Dalma Gálfi Dalila Jakupović            | 7-6(5), 6-4      |
| 15. | 17 luglio 2017    | President's Cup, Astana               | Cemento     | Natela Dzalamidze    | Ysaline Bonaventure Naomi Broady        | 6-2, 6-0         |
| 16. | 23 settembre 2017 | Kivenappa Ladies Cup, San Pietroburgo | Cemento (i) | Anna Blinkova        | Belinda Bencic Michaela Hončová         | 6-3, 6-1         |

#### Sconfitte (11)
| Torneo $100.000 (0) |
| Torneo $80.000 (0)  |
| Torneo $75.000 (0)  |
| Torneo $60.000 (0)  |
| Torneo $50.000 (0)  |
| Torneo $25.000 (11) |
| Torneo $15.000 (0)  |
| Torneo $10.000 (0)  |

| N.  | Data             | Torneo                                    | Superficie  | Compagna            | Avversarie in finale                        | Punteggio           |
| 1.  | 23 giugno 2013   | Lenzerheide Open, Lenzerheide             | Terra rossa | Diāna Marcinkēviča  | Belinda Bencic Kateřina Siniaková           | 0–6, 2–6            |
| 2.  | 22 febbraio 2014 | Winter Moscow Open, Mosca                 | Cemento (i) | Svjatlana Piraženka | Valentina Ivachnenko Kateryna Kozlova       | 6(6)–7, 4–6         |
| 3.  | 14 aprile 2014   | Karshi Womens, Qarshi                     | Cemento     | Ekaterina Byčkova   | Albina Khabibulina Anastasyja Vasyl'eva     | 6–2, 5–7, [4–10]    |
| 4.  | 30 giugno 2014   | Thermphos Challenger Zeeland, Middelburg  | Terra rossa | Evgenija Rodina     | Angelique van der Meet Bernice van de Velde | 6(4)–7, 6–3, [5–10] |
| 5.  | 16 febbraio 2015 | Winter Moscow Open, Mosca                 | Cemento (i) | Natela Dzalamidze   | Lidzija Marozava Anastasyja Vasyl'eva       | 4–6, 4–6            |
| 6.  | 5 giugno 2015    | Andijan Womens, Andijan                   | Cemento     | Ksenija Lykina      | Nigina Abduraimova Hiroko Kuwata            | 6–4, 6(5)–7, [9–11] |
| 7.  | 13 giugno 2015   | Namangan Womens, Namangan                 | Cemento     | Ksenija Lykina      | Anastasija Komardina Džulija Terzijska      | 6(2)–7, 5–7         |
| 8.  | 21 agosto 2015   | Kivennapa Ladies Cup, San Pietroburgo     | Terra rossa | Natela Dzalamidze   | Carolin Daniels Lidzija Marozava            | 4–6, 6–4, [6–10]    |
| 9.  | 23 gennaio 2016  | Wesley Chapel Women's Open, Wesley Chapel | Terra verde | Natela Dzalamidze   | Ingrid Neel Natal'ja Vichljanceva           | 6–4, 6(4)–7, [6–10] |
| 10. | 21 febbraio 2016 | Delhi Open, Nuova Delhi                   | Cemento     | Natela Dzalamidze   | Hsu Ching-wen Lee Ya-hsuan                  | 0–6, 6–0, [6–10]    |
| 11. | 4 giugno 2016    | Namangan Womens, Namangan                 | Cemento     | Tereza Mihalíková   | Ksenija Lykina Polina Monova                | 6–3, 3–6, [5–10]    |

## Vittorie contro giocatrici top 10
| Stagione | 2019 | 2020 | 2021 | 2022 | 2023 | Totale |
| -------- | ---- | ---- | ---- | ---- | ---- | ------ |
| Vittorie | 2    | 2    | 2    | 4    | 6    | 16     |

| #    | Giocatrice            | Ranking | Evento                            | Superficie  | Turno | Punteggio        | Rank. VKR |
| ---- | --------------------- | ------- | --------------------------------- | ----------- | ----- | ---------------- | --------- |
| 2019 |                       |         |                                   |             |       |                  |           |
| 1.   | Belinda Bencic        | 10      | Wuhan Open, Wuhan                 | Cemento     | 2R    | 2-6, 6-3, 6-4    | 45        |
| 2.   | Elina Svitolina       | 4       | Kremlin Cup, Mosca                | Cemento (i) | 2R    | 6–2, 1-6, 7-5    | 42        |
| 2020 |                       |         |                                   |             |       |                  |           |
| 3.   | Karolína Plíšková     | 3       | Cincinnati Open, New York         | Cemento     | 2R    | 7-5, 6-4         | 41        |
| 4.   | Karolína Plíšková (2) | 6       | Ostrava Open, Ostrava             | Cemento (i) | 2R    | 4-6, 6-4, 6-3    | 45        |
| 2021 |                       |         |                                   |             |       |                  |           |
| 5.   | Elina Svitolina (2)   | 5       | Abu Dhabi Open, Abu Dhabi         | Cemento     | QF    | 5-7, 6-3, 7-6(3) | 46        |
| 6.   | Kiki Bertens          | 10      | Madrid Open, Madrid               | Terra rossa | 2R    | 6-4, 6-3         | 28        |
| 2022 |                       |         |                                   |             |       |                  |           |
| 7.   | Garbiñe Muguruza      | 7       | Dubai Tennis Championships, Dubai | Cemento     | 2R    | 3-6, 6-4, 6-4    | 31        |
| 8.   | Paula Badosa          | 4       | Open di Francia, Parigi           | Terra rossa | 3R    | 6-3, 2-1 rit.    | 29        |
| 9.   | Aryna Sabalenka       | 5       | German Open, Berlino              | Erba        | 1R    | 2-6, 7-5, 6-4    | 24        |
| 10.  | Ons Jabeur            | 5       | Silicon Valley Classic, San Jose  | Cemento     | QF    | 7-6(5), 6-2      | 19        |
| 2023 |                       |         |                                   |             |       |                  |           |
| 11.  | Coco Gauff            | 6       | Qatar Ladies Open, Doha           | Cemento     | QF    | 6-2, 3-6, 6-1    | 11        |
| 12.  | Dar'ja Kasatkina      | 8       | Madrid Open, Madrid               | Terra rossa | 4R    | 7-5, 1-6, 7-6(2) | 13        |
| 13.  | Jessica Pegula        | 3       | Madrid Open, Madrid               | Terra rossa | QF    | 6-4, 0-6, 6-4    | 13        |
| 14.  | Aryna Sabalenka (2)   | 2       | German Open, Berlino              | Erba        | 2R    | 6-2, 7-6(2)      | 13        |
| 15.  | Iga Świątek           | 2       | Pan Pacific Open, Tokyo           | Cemento     | QF    | 6-2, 2-6, 6-4    | 19        |
| 16.  | Jessica Pegula (2)    | 4       | Pan Pacific Open, Tokyo           | Cemento     | F     | 7-5, 6-1         | 19        |